# Municipio de Washington (condado de Logan)
El municipio de Washington (en inglés: Washington Township) es un municipio ubicado en el condado de Logan en el estado estadounidense de Ohio. En el año 2010 tenía una población de 3605 habitantes y una densidad poblacional de 57,61 personas por km².

## Geografía
El municipio de Washington se encuentra ubicado en las coordenadas 40°25′7″N 83°53′26″O / 40.41861, -83.89056. Según la Oficina del Censo de los Estados Unidos, el municipio tiene una superficie total de 62.57 km², de la cual 59,14 km² corresponden a tierra firme y (5,48 %) 3,43 km² es agua.

## Demografía
Según el censo de 2010, había 3605 personas residiendo en el municipio de Washington. La densidad de población era de 57,61 hab./km². De los 3605 habitantes, el municipio de Washington estaba compuesto por el 97,48 % blancos, el 0,55 % eran afroamericanos, el 0,14 % eran amerindios, el 0,17 % eran asiáticos, el 0,28 % eran de otras razas y el 1,39 % eran de una mezcla de razas. Del total de la población el 1 % eran hispanos o latinos de cualquier raza.